# Prinzenkopftunnel
Der Prinzenkopftunnel, auch Prinzenkopf-Tunnel, ist ein 459 m langer Eisenbahntunnel auf der Moselstrecke gegenüber von Pünderich. Auf der Westseite schließt sich der Pündericher Hangviadukt an, auf der Ostseite die Doppelstockbrücke von Bullay. Der Tunnel wurde 1874 unter Leitung des Bahnbüros in Alf eröffnet. Das Eisenbahnbauwerk zählt zu den aufwendigsten seiner Art zwischen Trier und Koblenz. Für die Elektrifizierung musste es tiefergelegt werden.